# Catalogue Hipparcos
Pour les articles homonymes, voir HIP.

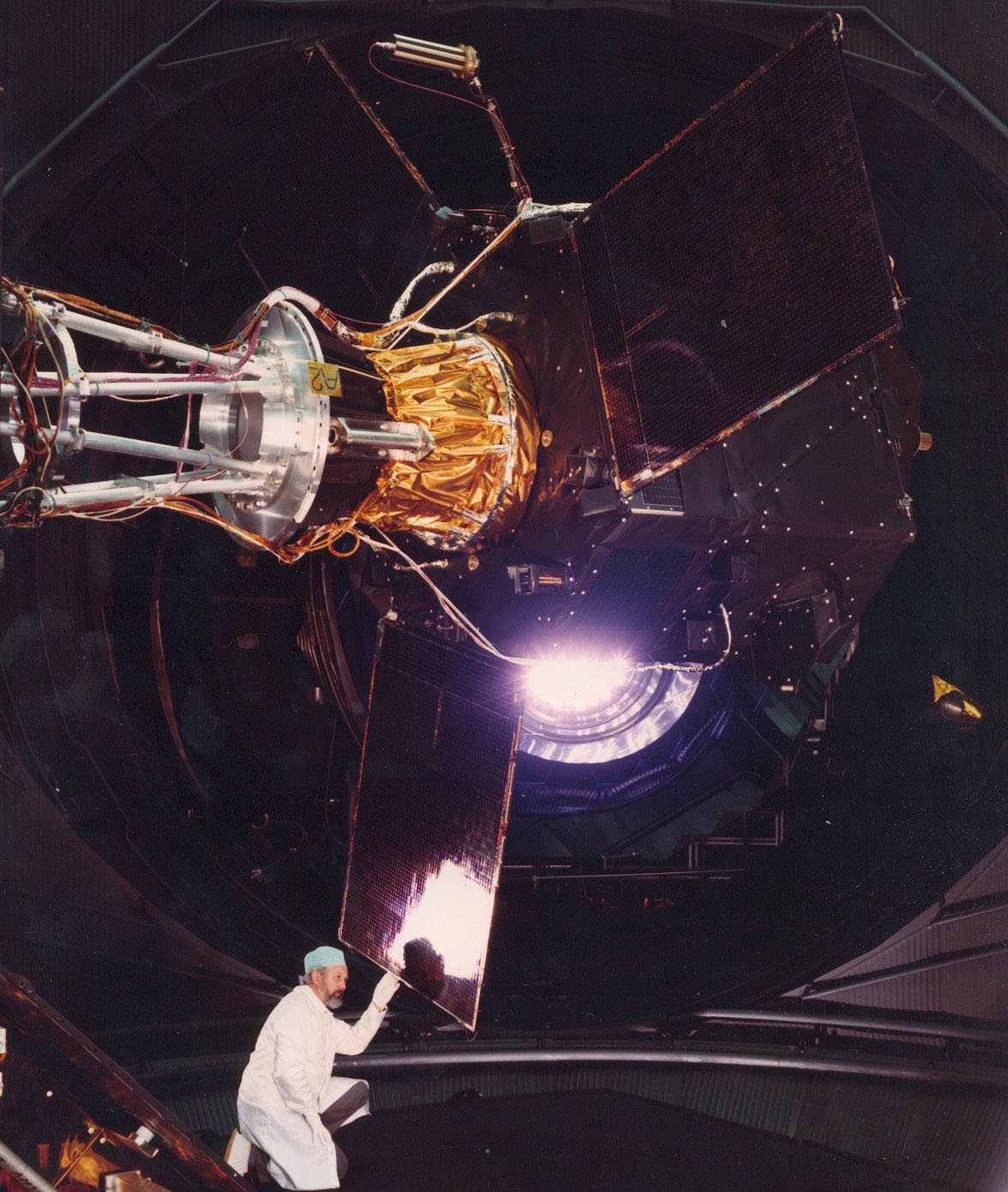
Vue du satellite astrométrique Hipparcos

Le catalogue Hipparcos (HIP) est un catalogue d'étoiles résultant de la mission spatiale astrométrique Hipparcos diligentée par l'Agence spatiale européenne. Le satellite a fonctionné entre novembre 1989 et mars 1993 et a permis d'obtenir la parallaxe de 118 218 étoiles proches avec une précision d'une milliseconde d'arc, les coordonnées célestes y sont exprimées dans le référentiel ICRS.

## Description
Le catalogue d'étoiles contient des données astrométriques et photométriques de haute précision pour un grand nombre d'étoiles :
- coordonnée équatoriale ;
- mouvement propre ;
- parallaxe ;
- magnitudes dans les bandes spectrales B, V et I.

Des annexes listent également :
- 24 588 étoiles multiples et donnent les paramètres orbitaux pour un petit nombre d'entre elles ;
- 8 254 étoiles variables ;
- des données astrométriques et photométriques concernant le Soleil.

Ce catalogue contient également des centaines de milliers d'étoiles, certaines en dehors de la Voie lactée comme dans le Petit Nuage de Magellan.
Chaque étoile du catalogie finale faisait partie du Hipparcos Input Catalogue (HIC).